# Lliçà de Vall
Lliçà de Vall è un comune spagnolo di 5 353 abitanti situato nella comunità autonoma della Catalogna.